# Arquidiocese de Palermo
A Arquidiocese de Palermo (em latim: Archidioecesis Panormitana) é uma circunscrição eclesiástica da igreja católica em Palermo, na Sicília, Itália. Inicialmente foi fundada como Diocese de Palermo no século I, mas foi elevada ao nível de uma arquidiocese, no século XI, em 1150 ou 1149, pelo papa São Leão IX, o atual arcebispo é Corrado Lorefice, possui uma superfície de 1.366 km², e quatro dioceses metropolitanas que levam os nomes de suas cidades: Cefalù, Mazara del Vallo, Monreale, Trapani.

## Diocese Sufragâneas
- Cefalù
- Mazara del Vallo
- Monreale
- Trapani

## Cronologia dos arcebispos e bispos-auxiliares do século XX
Arcebispos recentes:
| #                 | Nome                                   | Período    | Notas                                                                                                 |
| Arcebispos        | Arcebispos                             | Arcebispos | Arcebispos                                                                                            |
| ----------------- | -------------------------------------- | ---------- | --- |
|                   | Corrado Lorefice                       | 2015-atual | |
|                   | Paolo Cardeal Romeo                    | 2006-2015  | |
|                   | Salvatore Cardeal De Giorgi            | 1996-2006  | |
|                   | Salvatore Cardeal Pappalardo †         | 1970-1996  | |
|                   | Francesco Cardeal Carpino †            | 1967-1970  | |
|                   | Ernesto Cardeal Ruffini †              | 1945-1967  | |
|                   | Luigi Cardeal Lavitrano †              | 1928-1944  | Nomeado Prefeito da Congregação para os Institutos de Vida Consagrada e Sociedades de Vida Apostólica |
|                   | Alessandro Cardeal Lualdi †            | 1904-1927  | |
|                   | Michelangelo Cardeal Celesia, O.S.B. † | 1871-1904  | |
| Bispos auxiliares |                                        |            | |
|                   | Giovanni Salonia, O.F.M.Cap.           | 2017       | Renunciou antes da Ordenação                                                                          |
|                   | Carmelo Cuttitta                       | 2007-2015  | Nomeado Bispo de Ragusa                                                                               |
|                   | Salvatore Di Cristina                  | 2000-2006  | Nomeado Arcebispo de Monreale                                                                         |
|                   | Salvatore Gristina                     | 1992-1999  | Nomeado Bispo de Acireale                                                                             |
|                   | Rosario Mazzola                        | 1982-1988  | Nomeado Bispo de Cefalù                                                                               |
|                   | Vincenzo Cirrincione                   | 1980-1986  | Nomeado Bispo de Piazza Armerina                                                                      |
|                   | Angelo Cella , MSC                     | 1975-1981  | Nomeado Bispo de Frosinone-Veroli-Ferentino                                                           |
|                   | Filippo Aglialoro                      | 1957-1977  | |
|                   | Giovanni Rizzo                         | 1946-1949  | Nomeado Arcebispo de Rossano                                                                          |
|                   | Romolo Genuardi                        | 1931-1936  | |
|                   | Gaspare Bova                           | 1896-1920  | |